# Magdalena Andersson
Eva Magdalena Andersson, född 23 januari 1967 i Vaksala församling i Uppsala län, är en svensk civilekonom och politiker som sedan 4 november 2021 är partiledare för Socialdemokraterna. Hon var Sveriges statsminister mellan 30 november 2021 och 18 oktober 2022, som den första kvinnan på posten. Hon har sedan riksdagsvalet 2022 varit Sveriges oppositionsledare. 
Andersson var Sveriges finansminister 2014–2021. Hon valdes i december 2020 till ordförande för Internationella valutafondens högsta rådgivande organ IMFC och blev därmed den första kvinnan på posten; hon lämnade posten i april 2022. Åren 2009–2012 var hon överdirektör vid Skatteverket.

## Bakgrund

### Uppväxt och utbildning
Magdalena Andersson är uppväxt i Uppsala som enda barn till Göran Andersson, som var lektor i statistik på Uppsala universitet, och adjunkten Birgitta Granell Andersson (född 1939).
Andersson gick i grundskolan på Malmaskolan i Norby i södra Uppsala. Under sin gymnasietid gick Andersson samhällsvetenskaplig linje på Katedralskolan i Uppsala. Hennes avgångsbetyg från gymnasieskolan 1987 hade elva femmor, två fyror och en tvåa.
Efter gymnasieskolan flyttade hon till Stockholm för att studera vid Handelshögskolan i Stockholm, där hon 1992 avlade magisterexamen i ekonomi och blev civilekonom. Hon var därefter inskriven som doktorand i nationalekonomi vid Handelshögskolan i Stockholm från 1992, men avslutade dessa studier innan hon hade nått fram till en licentiatexamen. Hösten 1994 studerade hon vid Institutet för avancerade studier i Wien i Österrike. Vårterminen 1995 studerade hon vid Harvard University i USA.

### Familj
Sedan 1997 är Andersson gift med Richard Friberg, professor vid Handelshögskolan i Stockholm. Paret har två barn. Makarna träffades under studietiden på Handelshögskolan på 1990-talet.

### Intressen och fritid
Andersson var i ungdomen simmare på elitnivå. Vidare har hon alltid varit intresserad av friluftsliv.

## Politisk karriär
Andersson gick med i SSU hösten 1983 under sitt första år på gymnasiet i samband med att den lokala SSU-klubben var på Katedralskolan. Hon valdes sedan till ordförande för SSU-kretsen i Uppsala 1987. Hon var även engagerad i kampen för Ungdomens hus i Uppsala. Hon blev sedan ordförande för Socialdemokratiska ekonomklubben vid Handelshögskolan i Stockholm 1991–1992. Efter studietiden började hon arbeta som politiskt sakkunnig 1996–1998 och sedan planeringschef i Statsrådsberedningen 1998–2004. Hon var därefter statssekreterare i Finansdepartementet 2004–2006. Under åren 2005–2009 var hon styrelseledamot i den socialdemokratiska tankesmedjan Policy Network.
Under åren 2007–2009 arbetade hon som rådgivare till Socialdemokraternas dåvarande partiledare Mona Sahlin. Åren 2009–2012 arbetade hon som överdirektör vid Skatteverket. Hon utsågs i februari 2012 av Stefan Löfven till Socialdemokraternas ekonomisk-politiska talesperson.
Andersson är ordinarie riksdagsledamot sedan valet 2014, invald för Stockholms läns valkrets. Under den tidsperiod då hon var statsråd (2014–2022) var Andersson tjänstledig från uppdraget som riksdagsledamot; hon återtog sin plats i riksdagen i oktober 2022. I riksdagen är Andersson förste vice ordförande i krigsdelegationen och ledamot i utrikesnämnden sedan 2022.

### Sveriges finansminister 2014–2021
Andersson utsågs den 3 oktober 2014 till Sveriges finansminister (statsråd och chef för Finansdepartementet) i regeringen Löfven. Hon var den första socialdemokratiska kvinnan på posten, och den andra kvinnan totalt. Hon hade posten som Sveriges finansminister fram till att hon blev vald till Sveriges statsminister i november 2021.

### Socialdemokraternas partiordförande 2021–
Efter att Löfven under sitt sommartal på Runö folkhögskola 22 augusti 2021 meddelat att han planerade att avgå som partiordförande aktualiserades frågan om vem som skulle efterträda honom.
Under september 2021 förde samtliga 26 partidistrikt fram Magdalena Andersson som ensam nominerad till partiordförandeposten. 29 september meddelade Socialdemokraternas valberedning att man enhälligt föreslog Magdalena Andersson som ny partiordförande.
Den 4 november 2021 valde Socialdemokraternas partikongress henne till ny partiordförande, det vill säga partiledare. Hon är den elfte partiordföranden i ordningen, och den andra kvinnan på posten. Löfven hade sedan tidigare meddelat att han avsåg att be om att få bli entledigad som statsminister när han avgått som partiordförande.

### Sveriges statsminister 2021–2022
Andersson valdes till statsminister av Sveriges riksdag den 24 november 2021 med avsikt att bilda en regering bestående av socialdemokrater och miljöpartister. Hon begärde dock att bli entledigad från uppdraget sju timmar efter omröstningen. Orsaken var att högeroppositionens förslag samma dag vunnit i riksdagens budgetomröstning, och att Miljöpartiet till följd därav ville lämna regeringsunderlaget då de inte ansåg sig kunna styra landet med oppositionens budget.
Efter ytterligare en statsministeromröstning i riksdagen den 29 november, kunde Andersson bilda en socialdemokratisk enpartiregering i minoritet. Regeringen Andersson tillträdde den 30 november 2021.
Magdalena Andersson gick inför riksdagsvalet 2022 till val som Socialdemokraternas partiledare och sittande statsminister. Efter att valresultatet, där Socialdemokraterna gick fram med drygt två procentenheter men högeroppositionen samtidigt vann en majoritet i riksdagen, fastställdes begärde Andersson hos riksdagens talman att hon skulle bli entledigad som Sveriges statsminister. Hon ledde därefter en övergångsregering till den nya regeringen tillträtt.

### Oppositionsledare sedan 2022
Den 18 oktober 2022 lämnade Andersson över uppdraget som statsminister till Ulf Kristersson. Hon tjänstgör sedan dess som riksdagsledamot.

## Övriga uppdrag
Den 17 december 2020 utsågs Andersson till ordförande i Internationella valutafondens högsta rådgivande organ, IMF-kommittén (IMFC). Hon är den första kvinnan på posten och även en av få svenskar med en hög post inom IMF. Hon nominerades till posten av EU:s finansministrar och tillträdde den 1 januari 2021. 21 april 2022 utsågs Spaniens ekonomiminster Nadia Calviño till hennes efterträdare.

## Utmärkelser
- Näringslivets mäktigaste kvinna,  2021[39]
- Global Citizen Awards,  2022[40]

[Redigera Wikidata]

## Bildgalleri

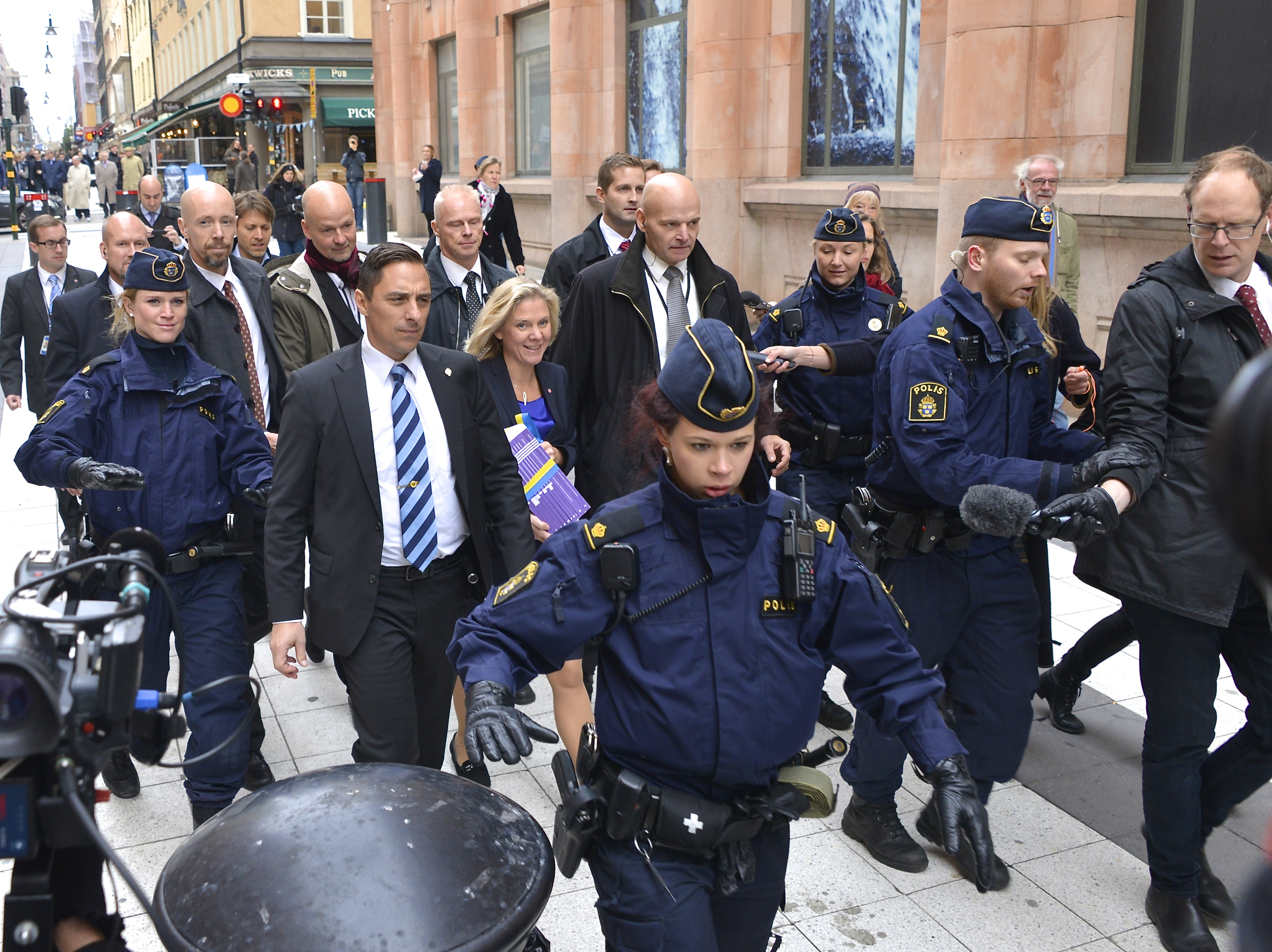
Finansminister Magdalena Anderssons budgetpromenad 2014 med Regeringen Löfven I:s första budgetproposition.
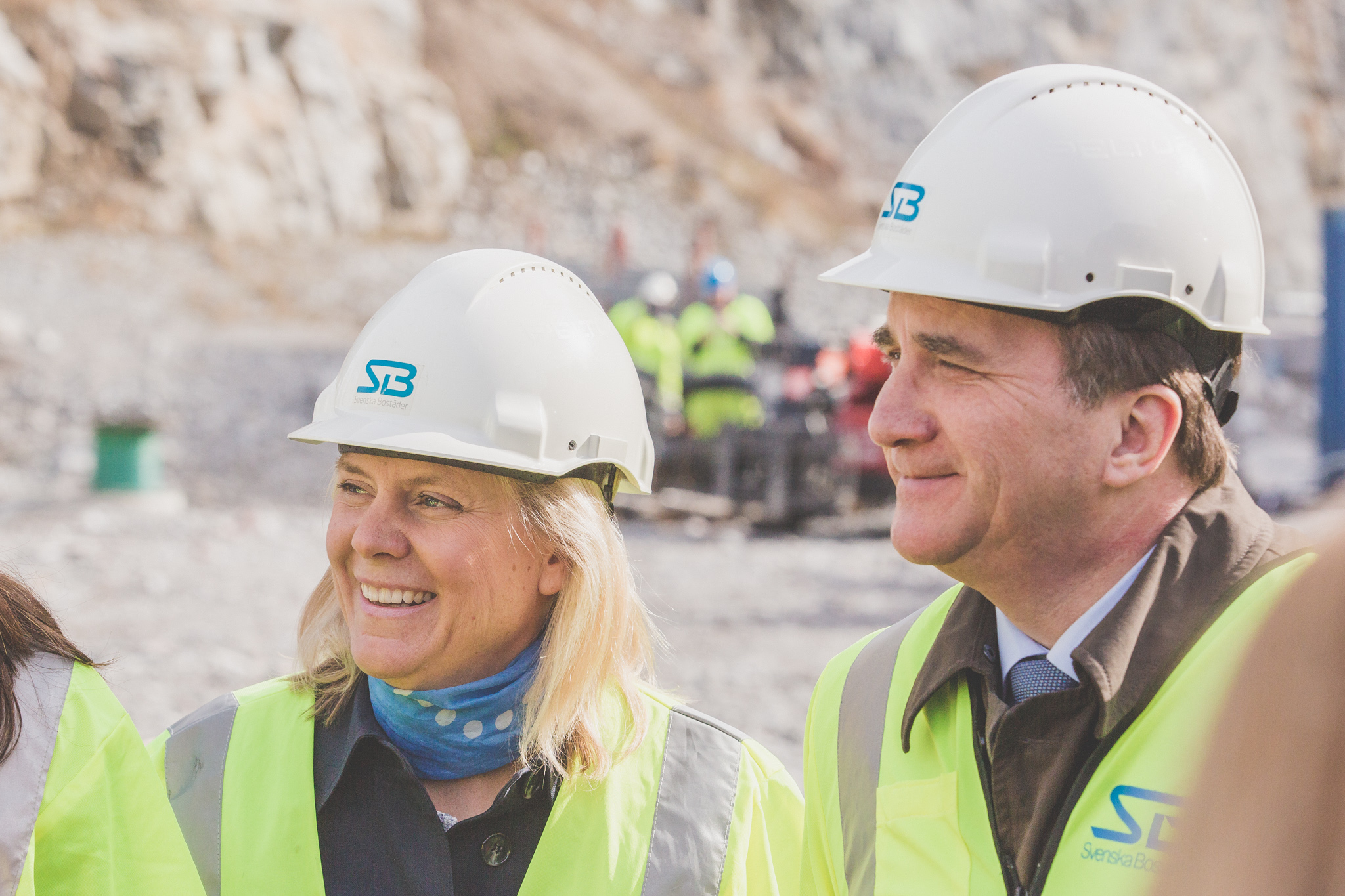
Magdalena Andersson och Stefan Löfven under en pressträff för "Stimulans för ökad nybyggnation", 2015.
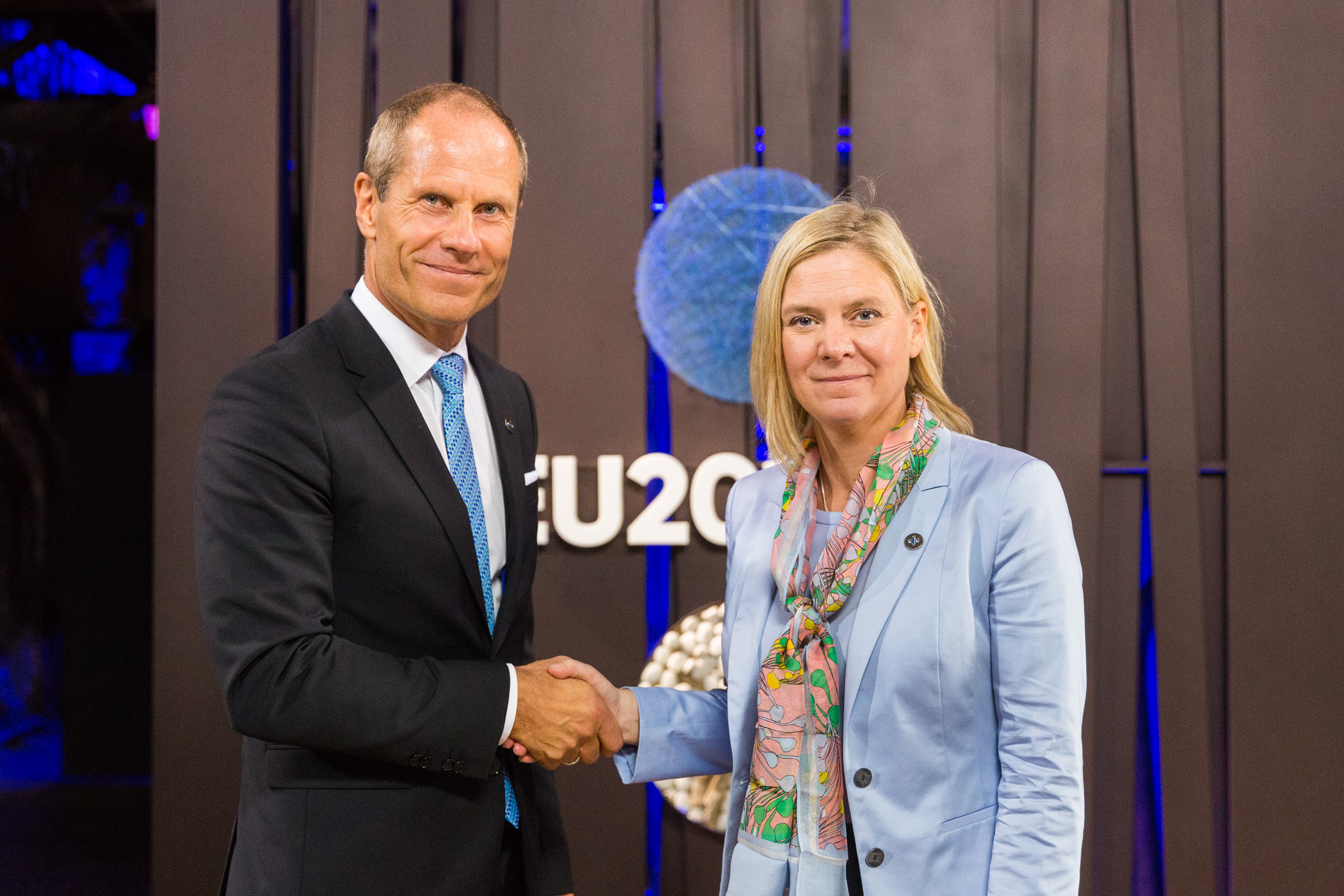
Magdalena Andersson träffar Estlands finansminister Toomas Tõniste på mötet med EU:s finansministrar under Estlands ordförandeskapet för Europeiska unionens råd 2017.
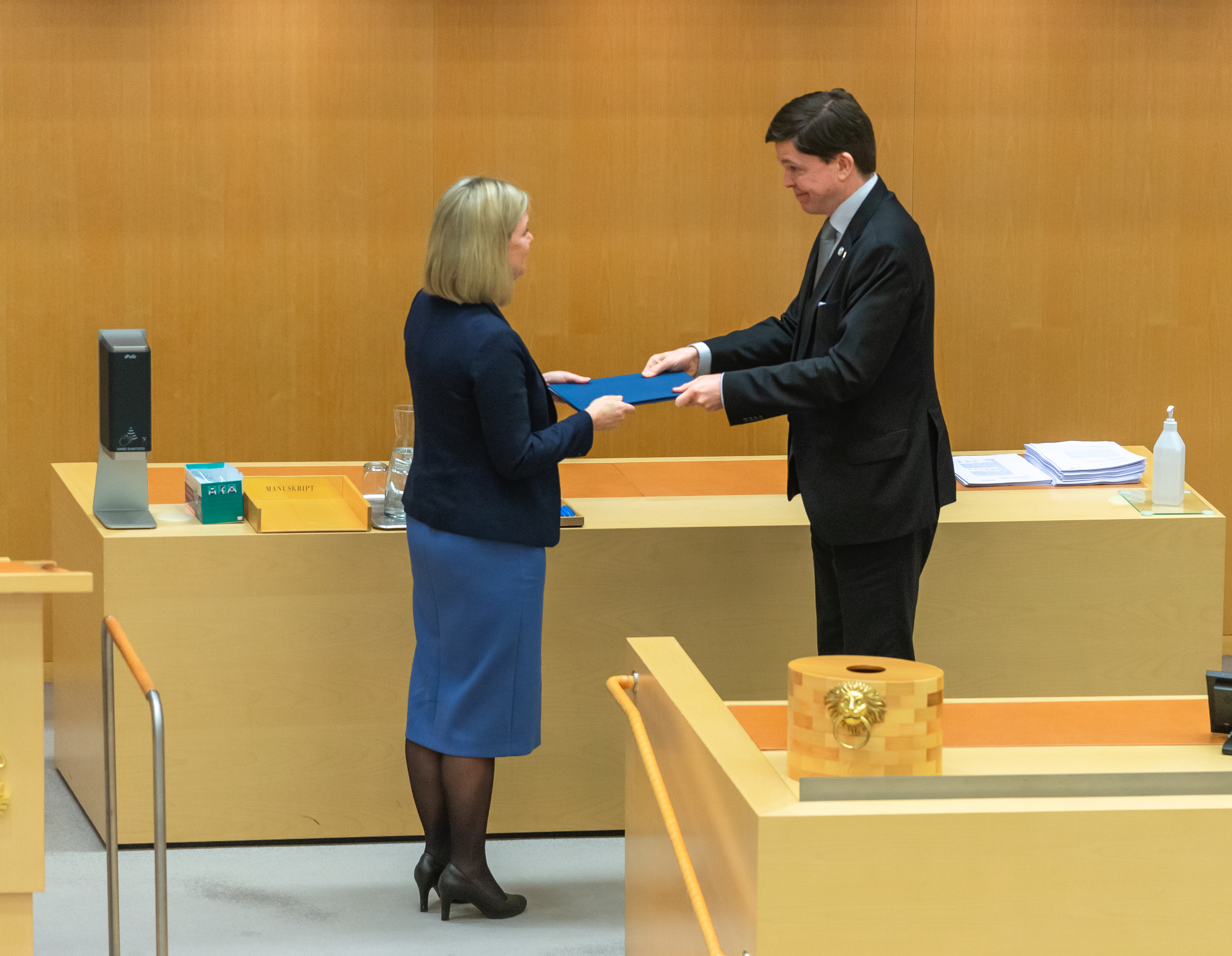
Talmannen Andreas Norlén överlämnar förordnandet för den tillträdande statsministern.
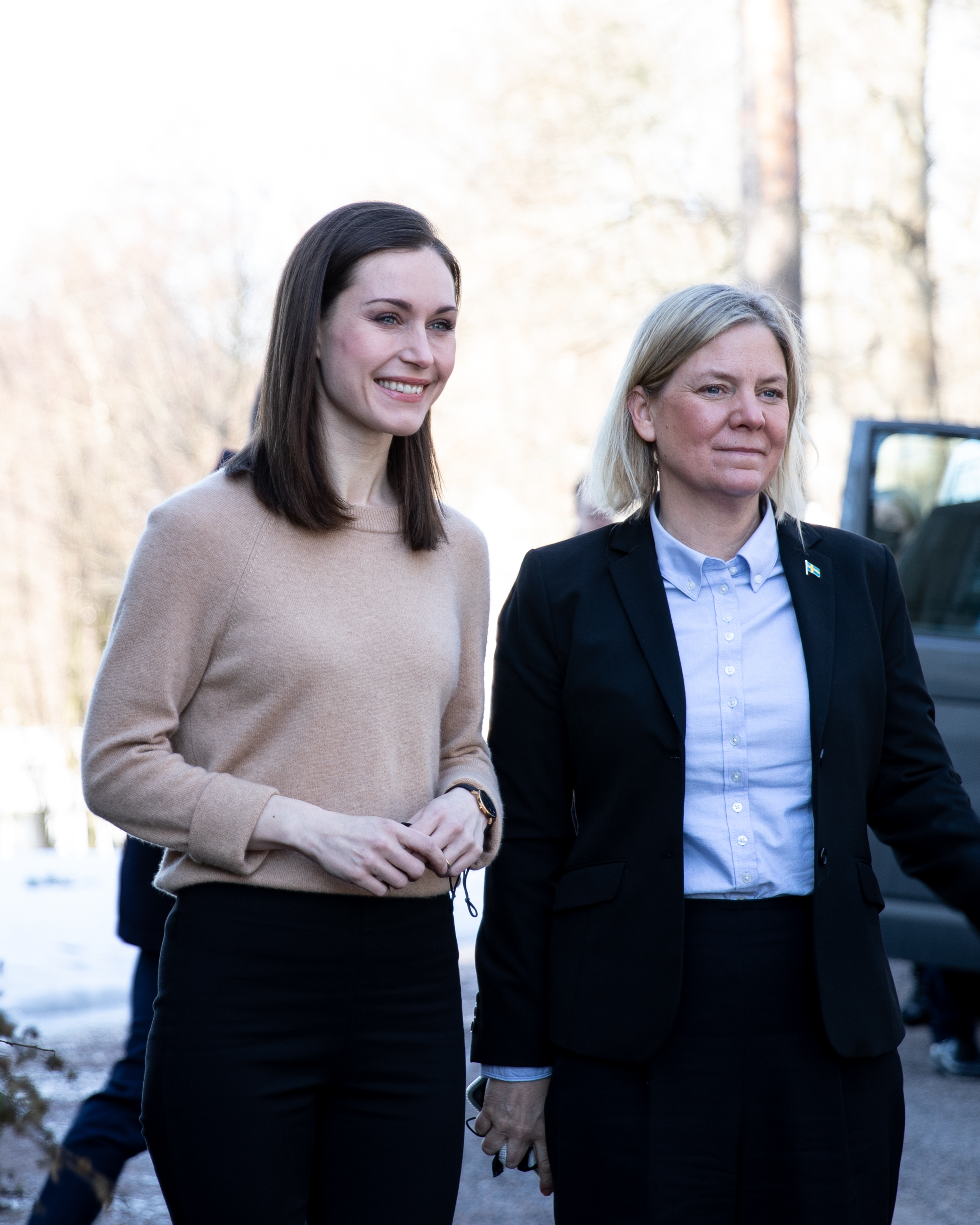
Magdalena Andersson träffar Finlands statsminister Sanna Marin den 5 mars 2022 i Helsingfors i Finland.
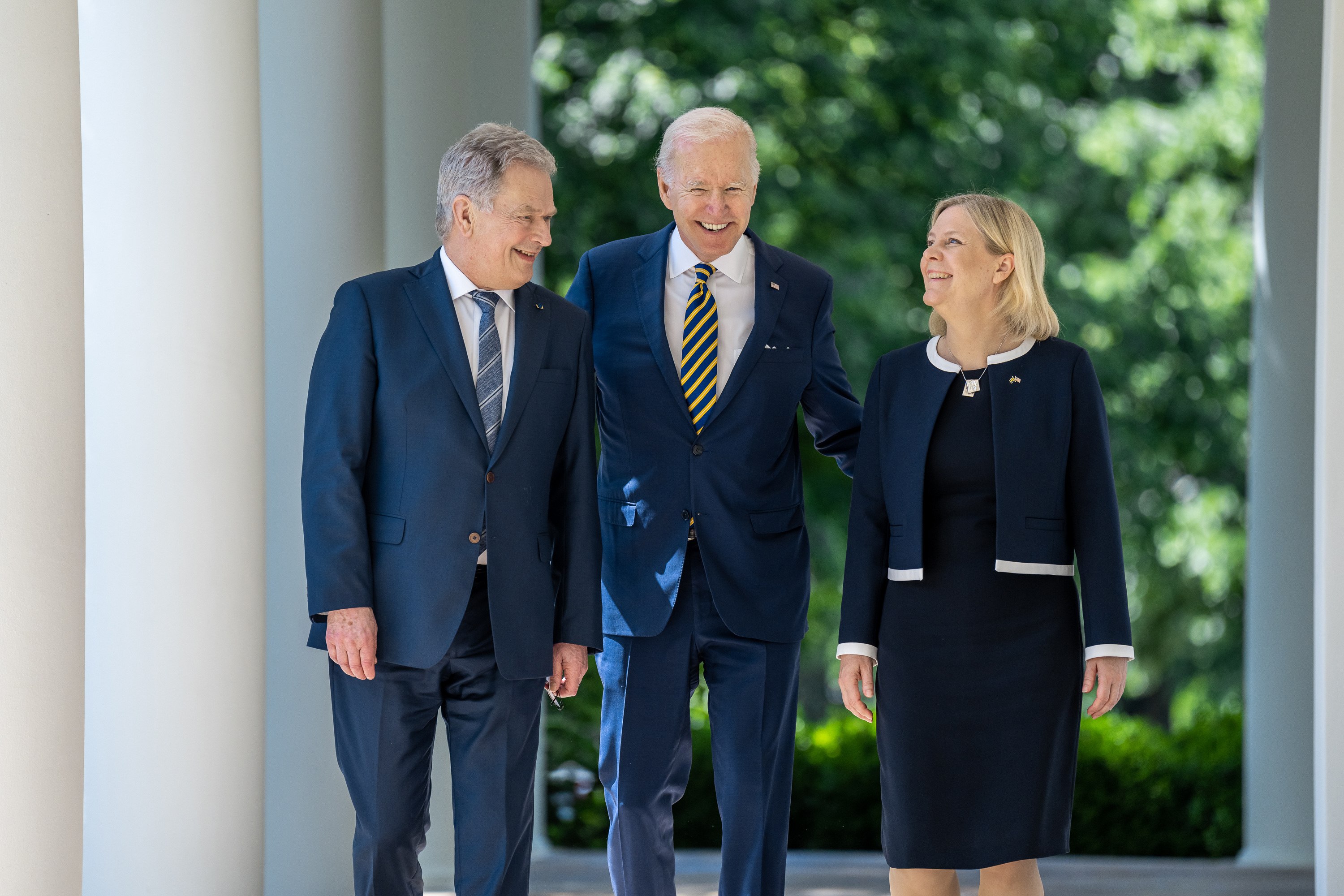
Andersson med USA:s president Joe Biden och Finlands president Sauli Niinistö i Vita huset i maj 2022.